# Etapa Departamental de Junín 2025
La Etapa Departamental de Junín 2025 corresponde a la 59.ª edición de esta fase clasificatoria en el marco de la Copa Perú, el torneo de fútbol amateur más importante del país. En esta etapa participan los clubes campeones y subcampeones de las diferentes ligas provinciales del departamento de Junín, incluyendo también a representantes de la provincia huancavelicana de Tayacaja, conforme a disposiciones territoriales establecidas por la FPF.
El torneo tiene como objetivo definir a los equipos que representarán al departamento en la Etapa Nacional de la Copa Perú 2025. A lo largo de varias fechas, los clubes competirán en distintas sedes, destacando el entusiasmo de las localidades y el alto nivel competitivo de los participantes. La presente edición se caracteriza por la presencia de equipos tradicionales, así como por nuevas instituciones que han sorprendido en sus respectivas provincias.

## Sistema de competencia
Para la presente edición de la Copa Perú 2025, se han otorgado tres cupos a la región Junín para la Etapa Nacional. En ese contexto, la Liga Departamental de Fútbol de Junín ha implementado un nuevo formato de competencia, distinto al de años anteriores.
La etapa departamental se desarrollará en tres fases y contará con la participación de 20 equipos, representantes de las ligas provinciales afiliadas.

### Primera fase
Los 20 equipos serán distribuidos en cinco grupos de cuatro equipos cada uno. En cada grupo se disputarán partidos en la modalidad de todos contra todos en una sola rueda. Al finalizar esta etapa, clasificarán a la siguiente fase:
- Los tres primeros de cada grupo (15 equipos).
- El mejor cuarto lugar, determinado según la tabla general.

### Segunda fase
Los 16 equipos clasificados serán agrupados en cuatro grupos de cuatro equipos. Esta fase también se jugará en formato de todos contra todos en una sola rueda. Clasificarán a la fase final:
- El primer lugar de cada grupo (4 equipos).
- Los dos mejores segundos de los cuatro grupos.

### Fase final
Los seis equipos clasificados disputarán un hexagonal final, enfrentándose en una sola rueda bajo el formato de todos contra todos. El equipo que acumule la mayor cantidad de puntos será proclamado campeón departamental, mientras que el segundo y tercer lugar también obtendrán la clasificación a la Etapa Nacional de la Copa Perú 2025.

## Equipos participantes
Los siguientes equipos representarán a sus respectivas provincias en la Etapa Departamental de Junín 2025:
| Provincia                       | Equipo                                      | Vía de clasificación                     | Estadio                                                          |
| ------------------------------- | ------------------------------------------- | ---------------------------------------- | ---------------------------------------------------------------- |
| Chanchamayo 2 cupos             | Defensor Pichanaki Atlético Chanchamayo     | Campeón Provincial Subcampeón Provincial | Estadio Malaquias Cóndor Estadio Municipal San Ramón             |
| Chupaca 2 cupos                 | Juventud Alianza Club Deportivo La Victoria | Campeón Provincial Subcampeón Provincial | Estadio Municipal de Ahuac Estadio Municipal Maynas              |
| Concepción 2 cupos              | Municipal Usibamba José Olaya Chaupimarca   | Campeón Provincial Subcampeón Provincial | Estadio Richard Muller                                           |
| Huancayo 2 cupos                | Atlético Sumar Motors C.E.S.A               | Campeón Provincial Subcampeón Provincial | Estadio Vista Alegre - San Jerónimo                              |
| Jauja 2 cupos                   | Defensor Cormis A.F. San Antonio            | Campeón Provincial Subcampeón Provincial | Estadio Monumental de Jauja                                      |
| Junín 2 cupos                   | C.D. Avalancha Estudiantil San Juan         | Campeón Provincial Subcampeón Provincial | Estadio Vencedores de Junín                                      |
| Satipo 2 cupos                  | Sport Gavilán C.D. Racing Satipo            | Campeón Provincial Subcampeón Provincial | Estadio IPD de Satipo Estadio Municipal Mazamari                 |
| Tarma 2 cupos                   | Progreso Muruhuay C.D. Familia Estrella     | Campeón Provincial Subcampeón Provincial | Estadio Simón Peña Rivas Estadio José Camacho                    |
| Yauli 2 cupos                   | A.D. Pucará Unión Juventud Pomacocha        | Campeón Provincial Subcampeón Provincial | Estadio Municipal Santa Rosa de Sacco Estadio Municipal de Yauli |
| Tayacaja (Huancavelica) 2 cupos | Rosario Unión Ccano Club Alianza Colcabamba | Campeón Provincial Subcampeón Provincial | Estadio Municipal de Pampas Estadio Municipal Colcabamba         |

## Fase 1
Los grupos fueron confirmados por la Liga Departamental de Fútbol de Junín mediante un sorteo realizado el 31 de mayo de 2025, con la participación de los delegados de las distintas ligas provinciales.

### Grupo A
| Pos. | Equipo              | Pts. | PJ | G | E | P | GF | GC | Dif. | Clasificación             |
| ---- | ------------------- | ---- | -- | - | - | - | -- | -- | ---- | ------------------------- |
| 1    | Rosario Unión Ccano | 9    | 3  | 3 | 0 | 0 | 8  | 1  | +7   | Clasificados a Fase 2     |
| 2    | A.F. San Antonio    | 6    | 3  | 2 | 0 | 1 | 5  | 6  | −1   | Clasificados a Fase 2     |
| 3    | C.D. Racing Satipo  | 3    | 3  | 1 | 0 | 2 | 4  | 5  | −1   | Clasificados a Fase 2     |
| 4    | A.D. Pucará         | 0    | 3  | 0 | 0 | 3 | 3  | 8  | −5   | Descenso a liga de origen |

Actualizado a los partidos jugados el 6 de julio de 2025.
 Fuente: LDDFJ

### Grupo B
| Pos. | Equipo                   | Pts. | PJ | G | E | P | GF | GC | Dif. | Clasificación             |
| ---- | ------------------------ | ---- | -- | - | - | - | -- | -- | ---- | ------------------------- |
| 1    | Unión Juventud Pomacocha | 7    | 3  | 2 | 1 | 0 | 3  | 1  | +2   | Clasificados a Fase 2     |
| 2    | Juventud Alianza         | 6    | 3  | 2 | 0 | 1 | 7  | 5  | +2   | Clasificados a Fase 2     |
| 3    | C.D. Avalancha           | 2    | 3  | 0 | 2 | 1 | 2  | 4  | −2   | Clasificados a Fase 2     |
| 4    | Club Alianza Colcabamba  | 1    | 3  | 0 | 1 | 2 | 5  | 7  | −2   | Descenso a liga de origen |

Actualizado a los partidos jugados el 6 de julio de 2025.
 Fuente: LDDFJ

### Grupo C
| Pos. | Equipo                | Pts. | PJ | G | E | P | GF | GC | Dif. | Clasificación             |
| ---- | --------------------- | ---- | -- | - | - | - | -- | -- | ---- | ------------------------- |
| 1    | Atlético Sumar Motors | 9    | 3  | 3 | 0 | 0 | 16 | 2  | +14  | Clasificados a Fase 2     |
| 2    | Progreso Muruhuay     | 4    | 3  | 1 | 1 | 1 | 6  | 4  | +2   | Clasificados a Fase 2     |
| 3    | C.D. La Victoria      | 4    | 3  | 1 | 1 | 1 | 6  | 8  | −2   | Clasificados a Fase 2     |
| 4    | Estudiantil San Juan  | 0    | 3  | 0 | 0 | 3 | 1  | 15 | −14  | Descenso a liga de origen |

Actualizado a los partidos jugados el 6 de julio de 2025.
 Fuente: LDDFJ

### Grupo D
| Pos. | Equipo                | Pts. | PJ | G | E | P | GF | GC | Dif. | Clasificación         |
| ---- | --------------------- | ---- | -- | - | - | - | -- | -- | ---- | --------------------- |
| 1    | Defensor Pichanaki    | 7    | 3  | 2 | 1 | 0 | 7  | 4  | +3   | Clasificados a Fase 2 |
| 2    | Municipal Usibamba    | 4    | 3  | 1 | 1 | 1 | 6  | 6  | 0    | Clasificados a Fase 2 |
| 3    | C.D. Familia Estrella | 3    | 3  | 1 | 0 | 2 | 3  | 4  | −1   | Clasificados a Fase 2 |
| 4    | C.E.S.A               | 3    | 3  | 1 | 0 | 2 | 4  | 6  | −2   | Clasificados a Fase 2 |

Actualizado a los partidos jugados el 6 de julio de 2025.
 Fuente: LDDFJ

### Grupo E
| Pos. | Equipo                 | Pts. | PJ | G | E | P | GF | GC | Dif. | Clasificación             |
| ---- | ---------------------- | ---- | -- | - | - | - | -- | -- | ---- | ------------------------- |
| 1    | Sport Gavilán          | 7    | 3  | 2 | 1 | 0 | 2  | 0  | +2   | Clasificados a Fase 2     |
| 2    | Atlético Chanchamayo   | 4    | 3  | 1 | 1 | 1 | 2  | 2  | 0    | Clasificados a Fase 2     |
| 3    | José Olaya Chaupimarca | 2    | 3  | 0 | 2 | 1 | 0  | 1  | −1   | Clasificados a Fase 2     |
| 4    | Defensor Cormis        | 2    | 3  | 0 | 2 | 1 | 1  | 2  | −1   | Descenso a liga de origen |

Actualizado a los partidos jugados el 6 de julio de 2025.
 Fuente: LDDFJ
Notas:
1. ↑  Partido extra contra Defensor Cormis para definir al tercero del grupo E.
2. ↑  Partido extra contra José Olaya Chaupimarca para definir al tercero del grupo E.

### Resultados Fase 1
- La hora de cada encuentro corresponde al huso horario que rige a Perú (UTC-5).

| Fecha 1 | Fecha 1               | Fecha 1   | Fecha 1                  | Fecha 1                               | Fecha 1                 | Fecha 1     | Fecha 1 | Fecha 1 |
| G.      | Local                 | Resultado | Visitante                | Estadio                               | Ciudad                  | Fecha       | Hora    |         |
| ------- | --------------------- | --------- | ------------------------ | ------------------------------------- | ----------------------- | ----------- | ------- | ------- |
| A       | A.D. Pucará           | 2 – 3     | C.D. Racing Satipo       | Estadio Municipal Santa Rosa de Sacco | La Oroya                | 22 de junio | 15:15   |         |
| A       | Rosario Unión Ccano   | 4 – 1     | A.F. San Antonio         | Estadio Municipal Pampas              | Tayacaja                | 22 de junio | 15:15   |         |
| B       | Juventud Alianza      | 0 – 1     | Unión Juventud Pomacocha | Estadio Municipal Ahuac               | Chupaca                 | 22 de junio | 15:15   |         |
| B       | C.D. Avalancha        | 1 – 1     | Club Alianza Colcabamba  | Estadio Los Vencedores                | Junín                   | 22 de junio | 15:15   |         |
| C       | Atlético Sumar Motors | 5 – 1     | C.D. La Victoria         | Estadio Vista Alegre                  | San Jerónimo – Huancayo | 22 de junio | 15:15   |         |
| C       | Progreso Muruhuay     | 3 – 0     | Estudiantil San Juan     | Estadio Simón Peña Rivas              | Acobamba – Tarma        | 22 de junio | 15:15   |         |
| D       | Defensor Pichanaki    | 3 – 1     | C.E.S.A                  | Estadio Malaquías Condor              | Pichanaki – Chanchamayo | 22 de junio | 15:15   |         |
| D       | Municipal Usibamba    | 2 – 1     | C.D. Familia Estrella    | Estadio Richard Muller                | Concepción              | 22 de junio | 15:15   |         |
| E       | Sport Gavilán         | 1 – 0     | Atlético Chanchamayo     | Estadio Río Negro                     | Satipo                  | 22 de junio | 15:15   |         |
| E       | Defensor Cormis       | 0 – 0     | José Olaya Chaupimarca   | Estadio Monumental                    | Jauja                   | 22 de junio | 15:15   |         |

| Fecha 2 | Fecha 2                  | Fecha 2   | Fecha 2               | Fecha 2                               | Fecha 2     | Fecha 2     | Fecha 2 |
| G.      | Local                    | Resultado | Visitante             | Estadio                               | Ciudad      | Fecha       | Hora    |
| ------- | ------------------------ | --------- | --------------------- | ------------------------------------- | ----------- | ----------- | ------- |
| A       | C.D. Racing Satipo       | 0 - 1     | Rosario Unión Ccano   | Estadio Municipal Mazamari            | Satipo      | 28 de junio | 15:15   |
| D       | C.E.S.A                  | 3 - 2     | Municipal Usibamba    | Estadio Vista Alegre San Jerónimo     | Huancayo    | 28 de junio | 15:15   |
| A       | A.F. San Antonio         | 2 -1      | A.D. Pucará           | Estadio Monumental                    | Jauja       | 29 de junio | 15:15   |
| B       | Club Alianza Colcabamba  | 3 - 4     | Juventud Alianza      | Estadio Municipal Colcabamba          | Tayacaja    | 29 de junio | 15:15   |
| B       | Unión Juventud Pomacocha | 0 - 0     | C.D. Avalancha        | Estadio Municipal Yauli               | La Oroya    | 29 de junio | 15:15   |
| C       | Estudiantil San Juan     | 0 - 9     | Atlético Sumar Motors | Estadio Los Vencedores                | Junín       | 29 de junio | 15:15   |
| C       | C.D. La Victoria         | 2 - 2     | Progreso Muruhuay     | Estadio Municipal Maynas Chongos Bajo | Chupaca     | 29 de junio | 15:15   |
| D       | C.D. Familia Estrella    | 1 - 2     | Defensor Pichanaki    | Estadio José Camacho Palca            | Tarma       | 29 de junio | 15:15   |
| E       | José Olaya Chaupimarca   | 0 - 0     | Sport Gavilán         | Estadio Richard Muller                | Concepción  | 29 de junio | 15:15   |
| E       | Atlético Chanchamayo     | 1 - 1     | Defensor Cormis       | Estadio Municipal San Ramón           | Chanchamayo | 29 de junio | 15:15   |

| Fecha 3 | Fecha 3                  | Fecha 3   | Fecha 3                 | Fecha 3                        | Fecha 3    | Fecha 3    | Fecha 3 |
| G.      | Local                    | Resultado | Visitante               | Estadio                        | Ciudad     | Fecha      | Hora    |
| ------- | ------------------------ | --------- | ----------------------- | ------------------------------ | ---------- | ---------- | ------- |
| A       | C.D. Racing Satipo       | 1 - 2     | A.F. San Antonio        | Estadio Municipal San Ramón    | San Ramón  | 6 de julio | 13:15   |
| C       | Atlético Sumar Motors    | 2 - 1     | Progreso Muruhuay       | Estadio Monumental de Jauja    | Jauja      | 6 de julio | 13:15   |
| C       | C.D. La Victoria         | 3 - 1     | Estudiantil San Juan    | Estadio Municipal de Yauli     | Yauli      | 6 de julio | 13:15   |
| D       | Defensor Pichanaki       | 2 - 2     | Municipal Usibamba      | Estadio Unión Tarma            | Tarma      | 6 de julio | 13:15   |
| A       | Rosario Unión Ccano      | 3 - 0     | A.D. Pucará             | Estadio Municipal de Pampas    | Pampas     | 6 de julio | 15:15   |
| B       | Unión Juventud Pomacocha | 2 - 1     | Club Alianza Colcabamba | Estadio Richard Muller Vozeler | Concepción | 6 de julio | 15:15   |
| B       | Juventud Alianza         | 3 - 1     | C.D. Avalancha          | Estadio Mmunicipal de Yauli    | Yauli      | 6 de julio | 15:15   |
| D       | C.E.S.A                  | 0 - 1     | C.D. Familia Estrella   | Estadio Monumental de Jauja    | Jauja      | 6 de julio | 15:15   |
| E       | Sport Gavilán            | 1 - 0     | Defensor Cormis         | Estadio Municipal San Ramón    | San Ramón  | 6 de julio | 15:15   |
| E       | Atlético Chanchamayo     | 1 - 0     | José Olaya Chaupimarca  | Estadio Unión Tarma            | Tarma      | 6 de julio | 15:15   |

| Partido Extra - Grupo E | Partido Extra - Grupo E | Partido Extra - Grupo E | Partido Extra - Grupo E | Partido Extra - Grupo E             | Partido Extra - Grupo E | Partido Extra - Grupo E | Partido Extra - Grupo E | Partido Extra - Grupo E |
| G.                      | Local                   | Resultado               | Visitante               | Estadio                             | Ciudad                  | Fecha                   | Hora                    |                         |
| ----------------------- | ----------------------- | ----------------------- | ----------------------- | ----------------------------------- | ----------------------- | ----------------------- | ----------------------- | ----------------------- |
| PE                      | José Olaya Chaupimarca  | 3 - 0                   | Defensor Cormis         | Estadio Vista Alegre - San Jerónimo | Huancayo                | 9 de julio              | 14:30                   |                         |

## Fase 2
La Fase 2 se jugará con cabezas de grupo, definidos de la siguiente manera: tendrán prioridad los equipos que hayan participado en el cuadrangular final de los años 2022, 2023 y 2024 (Atlético Chanchamayo y C.E.S.A), así como aquellos que hayan acumulado el mayor puntaje en la Fase 1 de la presente temporada (Atlético Sumar Motors y Rosario Unión Ccano).  
Los demás clubes serán ubicados mediante un sorteo oficial realizado por el directorio de la LDDFJ.
Clasificarán a la siguiente fase seis equipos: los primeros lugares de cada grupo y los dos mejores segundos.  
Esta fase se disputará en las fechas: 13, 20 y 23 de julio.

### Grupo A
| Pos. | Equipo                   | Pts. | PJ | G | E | P | GF | GC | Dif. | Clasificación             |
| ---- | ------------------------ | ---- | -- | - | - | - | -- | -- | ---- | ------------------------- |
| 1    | Defensor Pichanaki       | 6    | 3  | 2 | 0 | 1 | 5  | 3  | +2   | Clasificado a Fase 3      |
| 2    | Unión Juventud Pomacocha | 6    | 3  | 2 | 0 | 1 | 5  | 2  | +3   | Clasificado a Fase 3      |
| 3    | Rosario Unión Ccano      | 6    | 3  | 2 | 0 | 1 | 5  | 2  | +3   | Descenso a liga de origen |
| 4    | Progreso Muruhuay        | 0    | 3  | 0 | 0 | 3 | 0  | 8  | −8   | Descenso a liga de origen |

Actualizado a los partidos jugados el 23 de julio de 2025.
 Fuente: LDDFJ
Notas:
1. ↑  Clasificado a la Fase 3 mediante sorteo, tras un triple empate en puntaje entre los tres primeros lugares. [3]
2. ↑  Partido extra contra Rosario Unión Ccano para definir al mejor primer segundo.
3. ↑  Partido extra contra Unión Juventud Pomacocha para definir al mejor primer segundo.

### Grupo B
| Pos. | Equipo                | Pts. | PJ | G | E | P | GF | GC | Dif. | Clasificación             |
| ---- | --------------------- | ---- | -- | - | - | - | -- | -- | ---- | ------------------------- |
| 1    | Atlético Sumar Motors | 9    | 3  | 3 | 0 | 0 | 8  | 2  | +6   | Clasificado a Fase 3      |
| 2    | A.F. San Antonio      | 6    | 3  | 2 | 0 | 1 | 8  | 4  | +4   | Clasificado a Fase 3      |
| 3    | Sport Gavilán         | 3    | 3  | 1 | 0 | 2 | 3  | 6  | −3   | Descenso a liga de origen |
| 4    | Juventud Alianza      | 0    | 3  | 0 | 0 | 3 | 1  | 8  | −7   | Descenso a liga de origen |

Actualizado a los partidos jugados el 23 de julio de 2025.
 Fuente: LDDFJ
Notas:
1. ↑  Partido extra contra C.D. Familia Estrella para definir al segundo mejor segundo.

### Grupo C
| Pos. | Equipo                 | Pts. | PJ | G | E | P | GF | GC | Dif. | Clasificación             |
| ---- | ---------------------- | ---- | -- | - | - | - | -- | -- | ---- | ------------------------- |
| 1    | C.E.S.A                | 7    | 3  | 2 | 1 | 0 | 5  | 3  | +2   | Clasificado a Fase 3      |
| 2    | José Olaya Chaupimarca | 5    | 3  | 1 | 2 | 0 | 5  | 2  | +3   | Descenso a liga de origen |
| 3    | C.D. Racing Satipo     | 2    | 3  | 0 | 2 | 1 | 7  | 6  | +1   | Descenso a liga de origen |
| 4    | C.D. Avalancha         | 1    | 3  | 0 | 1 | 2 | 5  | 8  | −3   | Descenso a liga de origen |

Actualizado a los partidos jugados el 23 de julio de 2025.
 Fuente: LDDFJ

### Grupo D
| Pos. | Equipo                | Pts. | PJ | G | E | P | GF | GC | Dif. | Clasificación             |
| ---- | --------------------- | ---- | -- | - | - | - | -- | -- | ---- | ------------------------- |
| 1    | Atlético Chanchamayo  | 7    | 3  | 2 | 1 | 0 | 6  | 3  | +3   | Clasificado a Fase 3      |
| 2    | C.D. Familia Estrella | 6    | 3  | 2 | 0 | 1 | 4  | 3  | +1   | Descenso a liga de origen |
| 3    | Municipal Usibamba    | 4    | 3  | 1 | 1 | 1 | 5  | 3  | +2   | Descenso a liga de origen |
| 4    | C.D. La Victoria      | 0    | 3  | 0 | 0 | 3 | 4  | 10 | −6   | Descenso a liga de origen |

Actualizado a los partidos jugados el 23 de julio de 2025.
 Fuente: LDDFJ
Notas:
1. ↑  Partido extra contra A.F. San Antonio para definir al segundo mejor segundo.

### Resultados fase 2
- La hora de cada encuentro corresponde al huso horario que rige a Perú (UTC-5).

| Fecha 1 | Fecha 1                  | Fecha 1   | Fecha 1                | Fecha 1                               | Fecha 1     | Fecha 1     | Fecha 1 | Fecha 1 |
| G.      | Local                    | Resultado | Visitante              | Estadio                               | Ciudad      | Fecha       | Hora    |         |
| ------- | ------------------------ | --------- | ---------------------- | ------------------------------------- | ----------- | ----------- | ------- | ------- |
| C       | C.E.S.A                  | 1 - 0     | C.D. Avalancha         | Estadio Vista Alegre San Jerónimo     | Huancayo    | 13 de julio | 13:15   |         |
| A       | Rosario Unión Ccano      | 2 - 0     | Progreso Muruhuay      | Estadio Municipal Pampas              | Tayacaja    | 13 de julio | 15:15   |         |
| A       | Unión Juventud Pomacocha | 2 - 0     | Defensor Pichanaki     | Estadio Municipal Santa Rosa de Sacco | La Oroya    | 13 de julio | 15:15   |         |
| B       | Juventud Alianza         | 0 - 1     | Sport Gavilán          | Estadio Municipal de Ahuac            | Chupaca     | 13 de julio | 15:15   |         |
| B       | Atlético Sumar Motors    | 2 - 1     | A.F. San Antonio       | Estadio Vista Alegre San Jerónimo     | Huancayo    | 13 de julio | 15:15   |         |
| C       | Racing Satipo            | 0 - 0     | José Olaya Chaupimarca | Estadio Municipal Mazamari            | Satipo      | 13 de julio | 15:15   |         |
| D       | Atlético Chanchamayo     | 2 - 0     | C.D. Familia Estrella  | Estadio Municipal San Ramón           | Chanchamayo | 13 de julio | 15:15   |         |
| D       | Municipal Usibamba       | 4 - 1     | C.D. La Victoria       | Estadio Richard Muller                | Concepción  | 13 de julio | 15:15   |         |

| Fecha 2 | Fecha 2                | Fecha 2   | Fecha 2                  | Fecha 2                       | Fecha 2     | Fecha 2     | Fecha 2 | Fecha 2 |
| G.      | Local                  | Resultado | Visitante                | Estadio                       | Ciudad      | Fecha       | Hora    |         |
| ------- | ---------------------- | --------- | ------------------------ | ----------------------------- | ----------- | ----------- | ------- | ------- |
| B       | Sport Gavilán          | 1 - 2     | Atlético Sumar Motors    | Estadio Municipal de Mazamari | Satipo      | 19 de julio | 15:15   |         |
| D       | C.D. Familia Estrella  | 1 - 0     | Municipal Usibamba       | Estadio Unión Tarma           | Tarma       | 20 de julio | 13:15   |         |
| A       | Defensor Pichanaki     | 2 - 1     | Rosario Unión Ccano      | Estadio Malaquías Condor      | Chanchamayo | 20 de julio | 15:15   |         |
| A       | Progreso Muruhuay      | 0 - 3     | Unión Juventud Pomacocha | Estadio Unión Tarma           | Tarma       | 20 de julio | 15:15   |         |
| B       | A.F. San Antonio       | 3 - 1     | Juventud Alianza         | Estadio Monumental de Jauja   | Jauja       | 20 de julio | 15:15   |         |
| C       | José Olaya Chaupimarca | 0 - 0     | C.E.S.A                  | Estadio Richard Muller        | Concepción  | 20 de julio | 15:15   |         |
| C       | C.D. Avalancha         | 3 - 3     | Racing Satipo            | Estadio Vencedores de Junín   | Junín       | 20 de julio | 15:15   |         |
| D       | C.D. La Victoria       | 2 - 3     | Atlético Chanchamayo     | Estadio Maynas Chongos Bajo   | Chupaca     | 20 de julio | 15:15   |         |

| Fecha 3 | Fecha 3               | Fecha 3   | Fecha 3                  | Fecha 3                           | Fecha 3     | Fecha 3     | Fecha 3 | Fecha 3 |
| G.      | Local                 | Resultado | Visitante                | Estadio                           | Ciudad      | Fecha       | Hora    |         |
| ------- | --------------------- | --------- | ------------------------ | --------------------------------- | ----------- | ----------- | ------- | ------- |
| A       | Rosario Unión Ccano   | 2 - 0     | Unión Juventud Pomacocha | Estadio Monumental de Jauja       | Jauja       | 23 de julio | 13:15   |         |
| B       | Atlético Sumar Motors | 4 - 0     | Juventud Alianza         | Estadio Vista Alegre San Jerónimo | Huancayo    | 23 de julio | 13:15   |         |
| D       | Atlético Chanchamayo  | 1 - 1     | Municipal Usibamba       | Estadio Simón Peña Rivas          | Tarma       | 23 de julio | 13:15   |         |
| A       | Defensor Pichanaki    | 3 - 0     | Progreso Muruhuay        | Estadio Malaquias Cóndor          | Chanchamayo | 23 de julio | 15:15   |         |
| B       | Sport Gavilán         | 1 - 4     | A.F. San Antonio         | Estadio Simon Peña Rivas          | Tarma       | 23 de julio | 15:15   |         |
| C       | C.E.S.A               | 4 - 3     | Racing Satipo            | Estadio Monumental de Jauja       | Jauja       | 23 de julio | 15:15   |         |
| C       | C.D. Avalancha        | 2 - 5     | José Olaya Chaupimarca   | Estadio Santa Rosa de Sacco       | La Oroya    | 23 de julio | 15:15   |         |
| D       | C.D. La Victoria      | 1 - 3     | C.D. Familia Estrella    | Estadio Vista Alegre San Jerónimo | Huancayo    | 23 de julio | 15:15   |         |

| Partidos de definición | Partidos de definición | Partidos de definición | Partidos de definición   | Partidos de definición      | Partidos de definición | Partidos de definición | Partidos de definición | Partidos de definición |
| G.                     | Local                  | Resultado              | Visitante                | Estadio                     | Ciudad                 | Fecha                  | Hora                   |                        |
| ---------------------- | ---------------------- | ---------------------- | ------------------------ | --------------------------- | ---------------------- | ---------------------- | ---------------------- | ---------------------- |
| MS2                    | A.F. San Antonio       | 3 - 0                  | C.D. Familia Estrella    | Estadio Monumental de Jauja | Jauja                  | 27 de julio            | 13:15                  |                        |
| MS1                    | Rosario Unión Ccano    | 1 - 2                  | Unión Juventud Pomacocha | Estadio Monumental de Jauja | Jauja                  | 27 de julio            | 15:15                  |                        |

## Fase Final

### Tabla General - Fase Final
| Pos. | Equipo                   | Pts. | PJ | G | E | P | GF | GC | Dif. |  |
| ---- | ------------------------ | ---- | -- | - | - | - | -- | -- | ---- |  |
| 1    | Unión Juventud Pomacocha | 10   | 4  | 3 | 1 | 0 | 6  | 3  | +3   |  |
| 2    | Atlético Chanchamayo     | 7    | 4  | 2 | 1 | 1 | 7  | 5  | +2   |  |
| 3    | C.E.S.A                  | 5    | 4  | 1 | 2 | 1 | 2  | 2  | 0    |  |
| 4    | A.F. San Antonio         | 4    | 4  | 1 | 1 | 2 | 6  | 8  | −2   |  |
| 5    | Atlético Sumar Motors    | 3    | 4  | 0 | 3 | 1 | 3  | 4  | −1   |  |
| 6    | Defensor Pichanaki       | 3    | 4  | 1 | 0 | 3 | 5  | 7  | −2   |  |

Actualizado a los partidos jugados el 20 de agosto de 2025.
 Fuente: LDDFJ

### Resultados - Fase Final
- La hora de cada encuentro corresponde al huso horario que rige a Perú (UTC-5).

| Fecha 1              | Fecha 1   | Fecha 1                  | Fecha 1                        | Fecha 1     | Fecha 1     | Fecha 1 | Fecha 1 |
| Local                | Resultado | Visitante                | Estadio                        | Ciudad      | Fecha       | Hora    |         |
| -------------------- | --------- | ------------------------ | ------------------------------ | ----------- | ----------- | ------- | ------- |
| C.E.S.A              | 2 - 1     | Defensor Pichanaki       | Estadio Monumental de Jauja    | Jauja       | 3 de agosto | 13:15   |         |
| A.F. San Antonio     | 1 - 1     | Atlético Sumar Motors    | Estadio Monumental de Jauja    | Jauja       | 3 de agosto | 15:15   |         |
| Atlético Chanchamayo | 1 - 2     | Unión Juventud Pomacocha | Estadio Municipal de San Ramón | Chanchamayo | 3 de agosto | 15:15   |         |

| Fecha 2               | Fecha 2   | Fecha 2                  | Fecha 2                        | Fecha 2    | Fecha 2      | Fecha 2 | Fecha 2 |
| Local                 | Resultado | Visitante                | Estadio                        | Ciudad     | Fecha        | Hora    |         |
| --------------------- | --------- | ------------------------ | ------------------------------ | ---------- | ------------ | ------- | ------- |
| Atlético Sumar Motors | 1 - 1     | Atlético Chanchamayo     | Estadio Richard Muller Vozeler | Concepción | 10 de agosto | 15:15   |         |
| C.E.S.A               | 0 - 0     | Unión Juventud Pomacocha | Estadio Monumental de Jauja    | Jauja      | 10 de agosto | 15:15   |         |
| Defensor Pichanaki    | 3 - 2     | A.F. San Antonio         | Estadio Malaquías Cóndor Aire  | Pichanaki  | 10 de agosto | 15:15   |         |

| Fecha 3                  | Fecha 3   | Fecha 3              | Fecha 3                     | Fecha 3 | Fecha 3      | Fecha 3 | Fecha 3 |
| Local                    | Resultado | Visitante            | Estadio                     | Ciudad  | Fecha        | Hora    |         |
| ------------------------ | --------- | -------------------- | --------------------------- | ------- | ------------ | ------- | ------- |
| A.F. San Antonio         | 2 – 4     | Atlético Chanchamayo | Estadio Unión Tarma         | Tarma   | 17 de agosto | 15:15   |         |
| Unión Juventud Pomacocha | 2 – 1     | Defensor Pichanaki   | Estadio Santa Rosa de Sacco | Yauli   | 17 de agosto | 15:15   |         |
| Atlético Sumar Motors    | 0 – 0     | C.E.S.A              | Estadio Monumental de Jauja | Jauja   | 17 de agosto | 15:15   |         |

| Fecha 4               | Fecha 4   | Fecha 4                  | Fecha 4                        | Fecha 4     | Fecha 4      | Fecha 4 | Fecha 4 |
| Local                 | Resultado | Visitante                | Estadio                        | Ciudad      | Fecha        | Hora    |         |
| --------------------- | --------- | ------------------------ | ------------------------------ | ----------- | ------------ | ------- | ------- |
| Atlético Chanchamayo  | 1 - 0     | Defensor Pichanaki       | Estadio Municipal de Perené    | Chanchamayo | 20 de agosto | 15:15   |         |
| Atlético Sumar Motors | 1 - 2     | Unión Juventud Pomacocha | Estadio Richard Müller Vozeler | Concepción  | 20 de agosto | 15:15   |         |
| A.F. San Antonio      | 1 - 0     | C.E.S.A                  | Estadio Monumental de Jauja    | Jauja       | 20 de agosto | 15:15   |         |

| Fecha 5                  | Fecha 5   | Fecha 5            | Fecha 5 | Fecha 5 | Fecha 5      | Fecha 5 | Fecha 5 |
| Local                    | Resultado | Visitante          | Estadio | Ciudad  | Fecha        | Hora    |         |
| ------------------------ | --------- | ------------------ | ------- | ------- | ------------ | ------- | ------- |
| Atlético Chanchamayo     | –         | C.E.S.A            |         |         | 24 de agosto |         |         |
| Unión Juventud Pomacocha | –         | A.F. San Antonio   |         |         | 24 de agosto |         |         |
| Atlético Sumar Motors    | –         | Defensor Pichanaki |         |         | 24 de agosto |         |         |

## Tabla de posiciones general
| Pos. | Equipo                   | Pts. | PJ | G | E | P | GF | GC | Dif. | Clasificación            |
| ---- | ------------------------ | ---- | -- | - | - | - | -- | -- | ---- | ------------------------ |
| 1    | Unión Juventud Pomacocha | 23   | 10 | 7 | 2 | 1 | 14 | 6  | +8   | Clasificados a la Fase 3 |
| 2    | Atlético Sumar Motors    | 21   | 10 | 6 | 3 | 1 | 27 | 8  | +19  | Clasificados a la Fase 3 |
| 3    | Atlético Chanchamayo     | 18   | 10 | 5 | 3 | 2 | 15 | 13 | +2   | Clasificados a la Fase 3 |
| 4    | Defensor Pichanaki       | 16   | 10 | 5 | 1 | 4 | 17 | 14 | +3   | Clasificados a la Fase 3 |
| 5    | A.F. San Antonio         | 16   | 10 | 5 | 1 | 4 | 19 | 18 | +1   | Clasificados a la Fase 3 |
| 6    | Rosario Unión Ccano      | 15   | 6  | 5 | 0 | 1 | 13 | 3  | +10  | Partido Extra Fase 2     |
| 7    | C.E.S.A                  | 15   | 10 | 4 | 3 | 3 | 11 | 8  | +3   | Clasificados a la Fase 3 |
| 8    | Sport Gavilán            | 10   | 6  | 3 | 1 | 2 | 5  | 6  | −1   | Eliminados Fase 2        |
| 9    | C.D. Familia Estrella    | 9    | 6  | 3 | 0 | 3 | 7  | 7  | 0    | Partido Extra Fase 2     |
| 10   | Municipal Usibamba       | 8    | 6  | 2 | 2 | 2 | 11 | 9  | +2   | Eliminados Fase 2        |
| 11   | José Olaya Chaupimarca   | 7    | 6  | 1 | 4 | 1 | 5  | 3  | +2   | Eliminados Fase 2        |
| 12   | Juventud Alianza         | 6    | 6  | 2 | 0 | 4 | 8  | 13 | −5   | Eliminados Fase 2        |
| 13   | C.D. Racing Satipo       | 5    | 6  | 1 | 2 | 3 | 10 | 12 | −2   | Eliminados Fase 2        |
| 14   | Progreso Muruhuay        | 4    | 6  | 1 | 1 | 4 | 6  | 12 | −6   | Eliminados Fase 2        |
| 15   | C.D. La Victoria         | 4    | 6  | 1 | 1 | 4 | 10 | 18 | −8   | Eliminados Fase 2        |
| 16   | C.D. Avalancha           | 3    | 6  | 0 | 3 | 3 | 7  | 13 | −6   | Eliminados Fase 2        |
| 17   | Defensor Cormis          | 2    | 3  | 0 | 2 | 1 | 1  | 2  | −1   | Partido Extra Fase 1     |
| 18   | Club Alianza Colcabamba  | 1    | 3  | 0 | 1 | 2 | 5  | 7  | −2   | Eliminados Fase 1        |
| 19   | A.D. Pucará              | 0    | 3  | 0 | 0 | 3 | 3  | 8  | −5   | Eliminados Fase 1        |
| 20   | Estudiantil San Juan     | 0    | 3  | 0 | 0 | 3 | 1  | 15 | −14  | Eliminados Fase 1        |

Actualizado a los partidos jugados el 20 de agosto de 2025.
 Fuente: LDDFJ

## Estadísticas

### Goleadores
| Jugador                                                     | Equipo | Goles | Part. | Prom. |
| ----------------------------------------------------------- | ------ | ----- | ----- | ----- |
| Bandera de Perú                                             |        |       |       |       |
| Bandera de Perú                                             |        |       |       |       |
| Bandera de Perú                                             |        |       |       |       |
| Bandera de Perú                                             |        |       |       |       |
| Bandera de Perú                                             |        |       |       |       |
| Actualizado el 21 de junio de 2025. Fuente: \|fuente: LDDFJ |        |       |       |       |